# هنري في. ميرفي
هنري في. ميرفي (بالإنجليزية: Henry V. Murphy)‏ هو مهندس معماري أمريكي، ولد في 1888 في قرية هورسهيدز في الولايات المتحدة، وتوفي في 1960 في بروكلين في الولايات المتحدة.